# Осипчук, Владимир Васильевич
Владимир Васильевич Осипчук (укр. Володимир Васильович Осипчук; 1938, Белокоровичи, Житомирская область — 13 марта 2010, Щербани, Полтавская область) — директор совхоза имени Шевченко Полтавского района Полтавской области, Украинская ССР. Герой Социалистического Труда (1981).

## Биография
Родился 10 февраля 1938 года в селе Белокоровичи ныне Олевского района Житомирской области (Украина). Украинец.
В 1939 году семья переехала в Барский район Винницкой области. В 1955 году окончил среднюю школу и поступил в Уманский сельскохозяйственный институт (ныне Уманский национальный университет садоводства), который окончил в 1960 году. Работал агрономом в совхозе имени Шевченко Полтавского района. С 1966 года — старший агроном-садовод. В 1969 году назначен директором совхоза имени Шевченко. Будучи директором, окончил заочно аспирантуру Уманского сельскохозяйственного института, получив научную степень кандидата сельскохозяйственных наук.
Под руководством В. В. Осипчука был проведён значительный комплекс работ, обеспечивший высокую рентабельность хозяйства. В течение 1970-х годов были построены склад-холодильник, 3 механизированных пункта товарной обработки плодов, цех технической переработки продукции садов и ягодников. В базовом населённом пункте совхоза селе Щербани было построено 3 общежития для малосемейных, детский сад, торгово-бытовой центр, строил социально-культурные объекты в селе Щербани.
Указом Президиума Верховного Совета СССР от 6 марта 1981 года за выдающиеся успехи, достигнутые в выполнении заданий десятой пятилетки и социалистических обязательств по увеличению производства и продажи государству продуктов земледелия и животноводства, Осипчуку Владимиру Васильевичу присвоено звание Героя Социалистического Труда с вручением ордена Ленина и золотой медали «Серп и Молот».
В дальнейшем был назначен генеральным директором Полтавского производственно-аграрного объединения садоводческих совхозов. Неоднократно представлял достижения хозяйства на Выставках достижений народного хозяйства СССР и Украинской ССР.
Позднее работал генеральным директором Полтавского производственного объединения садоводческих совхозов..
Делегат XXVІ съезда КПСС (1981), XXV съезда компартии Украины (1976).
С 1998 года на пенсии.
Жил в селе Щербани Полтавского района Полтавской области (Украина).
Умер 13 марта 2010 года.

## Награды
- Герой Социалистического Труда — указом Президиума Верховного Совета СССР от 6 марта 1981 года
- Орден Ленина — трижды (08.12.1973; 24.12.1976; 06.03.1981)
- Орден Трудового Красного Знамени (30.04.1966)
- Орден «Знак Почёта»(08.04.1971)
- Орден Дружбы народов (07.07.1986)
- Награждён 2 дипломами, 2 золотыми, серебряной и бронзовой медалями ВДНХ СССР